# 1442
Cette page concerne l'année 1442  du calendrier julien.
L'année 1442 est une année commune qui commence un lundi.

## Événements

### Europe

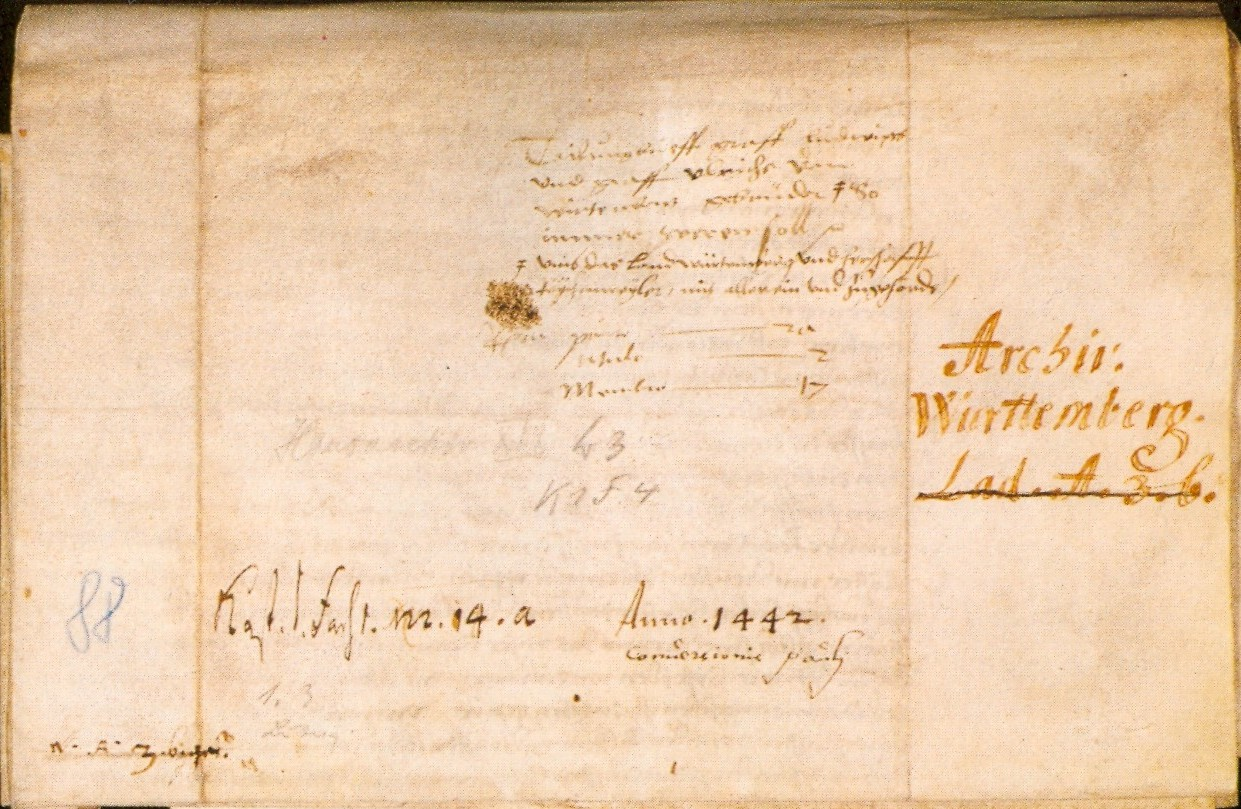
25 janvier : traité de Nürtingen

- 25 janvier[1] : Louis IV et son frère Ulrich V de Wurtemberg signent le contrat de Nürtingen, qui sépare le comté de Wurtemberg en deux parties.
- 28 janvier : assemblée des princes à Nevers[2]. Une nouvelle coalition des grands du royaume de France se forme contre le roi ; c'est la « Duperie de Nevers » qui durera jusqu'en mars. Les princes réclament vainement le recours aux États généraux[3].
- 22 mars[4] : Victoire de Jean Hunyadi à la bataille de Sibiu en Transylvanie contre le gouverneur turc de Vidin. Il installe sur le trône valaque Basarab II, un des fils de Dan II réfugié en Transylvanie.
- 7 avril : premier acte dans lequel Jacques Cœur est intitulé argentier et conseiller du roi de France[5].
- 20 mai : Charles VII de France est à Limoges pour la Pentecôte[6] ; le Limousin est mis à feu et à sang par l’armée royale.
- 1er - 2 juin : les troupes d'Alphonse V d'Aragon prennent Naples par surprise en s'y introduisant par un ancien aqueduc pendant la nuit[7]. René se réfugie dans le Castel Nuovo puis quitte la ville par la mer. Alphonse V d'Aragon conquiert le royaume de Naples qu'il réunit au royaume de Sicile au sein du royaume des Deux-Siciles.
- 8 juin : le roi Charles VII de France fait son entrée solennelle à Toulouse[6], où il vient pour la réunion des États de Languedoc. Début du Voyage de Tartas.
- 17 juin[8] : Frédéric III de Habsbourg est couronné roi des Romains à Aix-la-Chapelle.

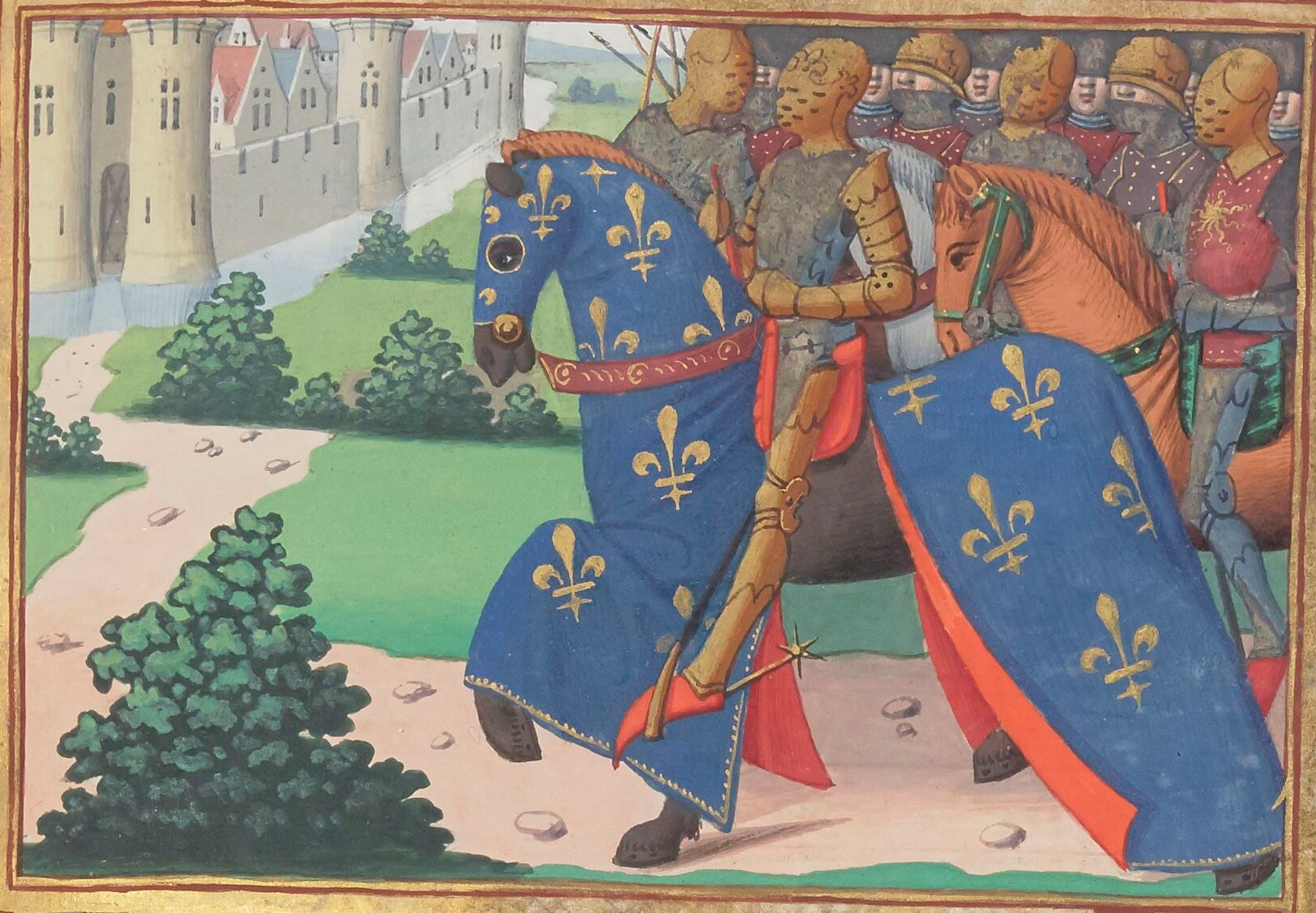
24 juin : journée de Tartas

- 24 juin : journée de Tartas. La ville est reprise par une démonstration de force du roi de France qui continue sa campagne en Guyenne[6].
- 2 juillet : Christophe III de Danemark devient roi de Norvège (fin en 1448)[9].
- Juillet - août : Vlad Dracul, invité par le sultan à se rendre à Andrinople, est accusé de trahison et jeté en prison à Gallipoli. Basarab II chasse son fils Mircea qui devait le remplacer sur le trône (fin en 1443)[10].
- 2 septembre : défaite des Ottomans à Ialomita[4]. Le sultan Murat II envoie une seconde expédition en Valachie, menée par le beglerbey de Roumélie Sehabeddin, qui est défaite par les troupes hongroises et valaques sur la rivière d’Ialomita.
- 8 décembre : prise de La Réole par le roi Charles VII de France au terme d'une campagne où il a pris Saint-Sever, Dax, Condom, Agen, et Marmande aux Anglais[6].
- 15 décembre[11] : Jean-Antoine de Fiesque entre par mer à Gênes, s'empare du palais et fait le doge Thomas de Campo Fregoso prisonnier. Il établit un gouvernement de huit capitaines de la liberté (fin en 1443).

- Les Écorcheurs se répandent dans le Lyonnais, le Forez et le Velay[12].
- Hérésie de Durango au Pays basque à l'instigation du franciscain Alonso de Mella qui proclame la communauté des biens et le  Libre-Esprit, une doctrine inspiré des fraticelli[13].
- Traité d’héritage entre les comtes de Celje et les Habsbourg[14].